# Varujan Vosganian

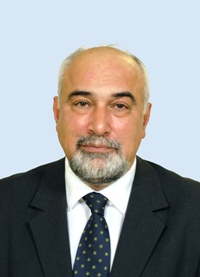
Varujan Vosganian (2006)

Varujan Vosganian (armenisch Վարուժան Ոսկանյան; geboren 25. Juli 1958 in Craiova) ist ein rumänischer Wirtschaftswissenschaftler, Politiker, Essayist und Lyriker armenischer Abstammung.

## Leben
Varujan Vosganians armenische Vorfahren gehörten zu den Überlebenden des osmanischen Völkermords an den Armeniern. Er besuchte die Schule in Focșani und studierte bis 1982 Ökonomie an der Wirtschaftsakademie Bukarest und bis 1991 Mathematik an der Universität Bukarest, die ihn 1998 in Wirtschaftswissenschaften promovierte.
Vosganian war von 1990 bis 1992 und von 1992 bis 1996 Mitglied der rumänischen Abgeordnetenkammer, sowie von 1996 bis 2000 und seit 2004 Mitglied des rumänischen Senats. Vosganian vertritt neoliberale Positionen.
Von 1996 bis 2003 führte er die neoliberale Partei „Uniunea Forţelor de Dreapta“, die sich dann mit der rechtsliberalen Partidul Național Liberal vereinigte. Im Jahr 2006 zog er seine Kandidatur als rumänischer Vertreter in der Europäischen Kommission zurück mit der Begründung, die Vorwürfe, er habe ein ungenügendes europäisches Profil, sei zu eng mit multinationalen Unternehmen verquickt oder er sei ein Securitate-Spitzel gewesen, seien zwar unbegründet, aber er wolle dem rumänischen Staat nicht durch eine potenziell länger dauernde Prüfung seiner Kandidatur schaden. Vosganian war von 2007 bis 2008 Wirtschaftsminister in der Tăriceanu-Regierung. Ende 2012 wurde er erneut als Minister für Handel und Industrie in das Kabinett Ponta berufen.
Vosganian hat verschiedene Bücher zu wirtschaftlichen und politischen Themen veröffentlicht und er schreibt daneben auch Lyrik und Romane. Er ist Mitglied des Uniunea Scriitorilor din România, in der er seit 2005 das Amt des Vizepräsidenten innehat. Er ist Präsident der Vereinigung der Armenier in Rumänien. Sein 2009 veröffentlichter Roman Cartea şoaptelor der aus der Perspektive einer Familienchronik den Genozid an den Armeniern erzählt, ist 2013 auch in einer deutschen Übersetzung unter dem Titel Buch des Flüsterns erschienen. Am 15. Oktober 2016 erhielt er hierfür in Breslau mit seiner Übersetzerin den renommierten polnischen Mitteleuropäischen Literaturpreis Angelus.

## Werke (Auswahl)
- Şamanul albastru: poezii. Editura Ararat, Bukarest 1994, ISBN 973-96682-1-6.
- Statuia comandorului: proze. Editura Ararat, Bukarest 1994, ISBN 973-96682-3-2.
- Jurnal de front: articole economice. Editura Staff, Bukarest 1994, ISBN 973-96111-9-2.
- Ochiul cel alb al Reginei. Cartea Românească, Bukarest 2001, ISBN 973-23-0962-8.
- Portret de femeie. Editura Dacia, Cluj-Napoca 2004, ISBN 978-973-35-1933-1.
- Cartea şoaptelor. Roman. Polirom, Iași 2009, ISBN 978-973-46-0887-4. 
  - Buch des Flüsterns. Roman. Aus dem Rumänischen von Ernest Wichner. Zsolnay, Wien 2013, ISBN 978-3-552-05646-6.
- Jocul celor o sută de frunze și alte povestiri. Polirom, Iași 2013, ISBN 978-973-46-3833-8
  - Das Spiel der hundert Blätter. Aus dem Rumänischen von Ernest Wichner. Zsolnay, Wien 2016, ISBN 978-3-552-05800-2
- Auf unseren Spuren – Gedichte, Aus dem Rumänischen von Christian W. Schenk, Dionysos Boppard 2018, ISBN 9781983279218